# أكيرا هاسيغاوا
أكيرا هاسيغاوا (بالألمانية: Akira Hasegawa) (و. 1934 – م) هو فيزيائي، وأستاذ جامعي من اليابان.